# Ка-18
Ка-18 е съветски граждански вертолет, създаден от съветското конструкторско бюро „Камов“ през 1958 г. В класификацията на НАТО машината получава обозначението „Hog“.

## История
Използван за спешна евакуация на ранени и болни от труднопроходими райони.

## Устройство
Машината представлява модификация на Ка-15 с по-дълъг и широк фюзелаж. Побира четири души: пилот и трима пътници или една носилка и съпровождащо медицинско лице.